# Num Lock
Num Lock hoặc Numeric Lock (⇭) là một phím trên bàn phím số của hầu hết các bàn phím máy tính. Đây là phím khóa, như Caps Lock và Scroll lock. Trạng thái của nó (bật hoặc tắt) ảnh hưởng đến chức năng của một số phím, và thường được hiển thị bằng một đèn LED được tích hợp trong bàn phím.
Một bàn phím với Num Lock bật ON với đèn LED 
. Phím Num Lock tồn tại bởi vì các bàn phím máy tính IBM chính 84 phím trước đó không có điều khiển con trỏ hoặc mũi tên riêng biệt với bàn phím số. Hầu hết các bàn phím máy tính trước đó đều có các phím số riêng biệt và các phím điều khiển con trỏ; Tuy nhiên, để giảm chi phí, IBM đã chọn để kết hợp hai trong bàn phím máy tính đầu tiên của họ. Num Lock sẽ được sử dụng để lựa chọn giữa hai chức năng. Trên một số dòng máy tính xách tay và bàn phím, phím Num Lock được sử dụng để chuyển đổi một phần của bàn phím chính để hoạt động như một bàn phím số (hơi lệch) chứ không phải là chữ cái. Trên một số máy tính xách tay, phím Num Lock vắng mặt và được thay thế bằng việc sử dụng tổ hợp phím.
Vì hầu hết máy tính để bàn hiện đại đều có bàn phím kích thước đầy đủ với cả phím số và các phím mũi tên riêng, Num Lock hiếm khi được sử dụng vì mục đích ban đầu và kết thúc sự nhầm lẫn của người dùng nếu nó đã bị tắt mà không có người sử dụng nhận thức được điều này. Điều này có thể là vấn đề của hầu hết các máy tính xách tay, vì kích hoạt chức năng Num Lock thường yêu cầu sử dụng phím Fn và nếu người dùng vô tình bật nó thì có thể họ không biết làm thế nào để tắt nó. Nếu bàn phím kích thước đầy đủ được cắm vào máy tính xách tay, thì chức năng Num Lock thường chạy trên bàn phím ngoài (như mong muốn) và người dùng sẽ không phải kích hoạt chức năng Num Lock để sử dụng bàn phím số để nhập số. Kể từ khi bàn phím của Apple Inc. không bao giờ có một sự kết hợp của các phím mũi tên và bàn phím số (nhưng một số thiếu phím mũi tên, phím chức năng và bàn phím số), Apple có bàn phím với bàn phím số riêng biệt nhưng không có phím Num Lock chức năng. Thay vào đó, các bàn phím này bao gồm một phím Xoá. Nếu bạn không bật num lock thì thay vào đó, bàn phím num pad của bạn không còn nhập được số nữa mà nó có thể thành những phím chức năng như: lên,xuống, home, end, vv.... Ngày nay, một số bàn phím thu nhỏ như  Tenkeyless hoặc Mini thì ta không có bàn phím num pad nên phím numlock cũng không còn tác dụng nên được loại bỏ.